# Belisario Porras
Belisario Porras è un comune (corregimiento) della Repubblica di Panama situato nel distretto di San Miguelito, provincia di Panama. Si estende su una superficie di 4 km² e conta una popolazione di 49.367 abitanti (censimento 2010).